# Münchenhof 5 (Quedlinburg)

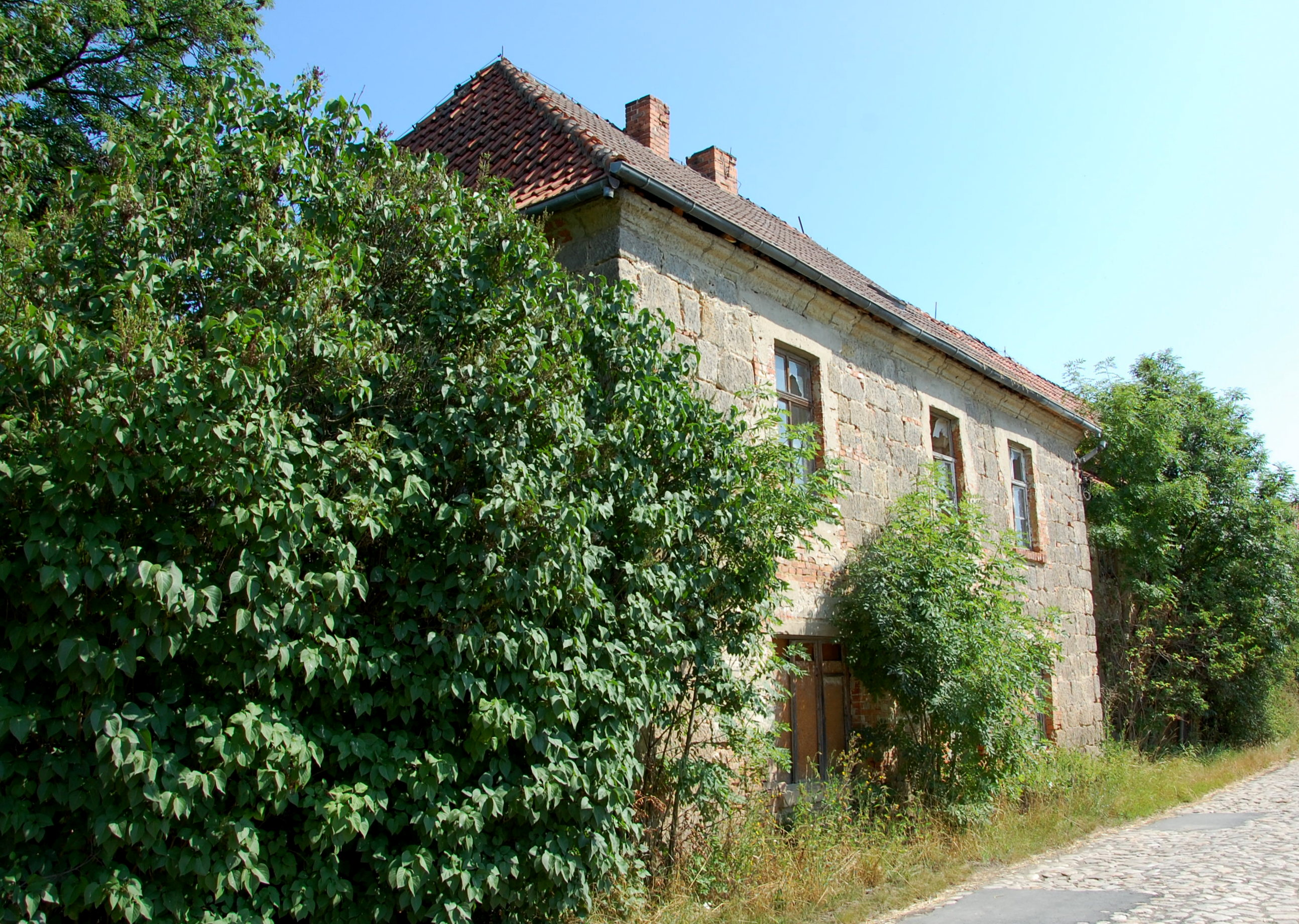
Haus Münchenhof 5, Blick von Südwesten, 2013

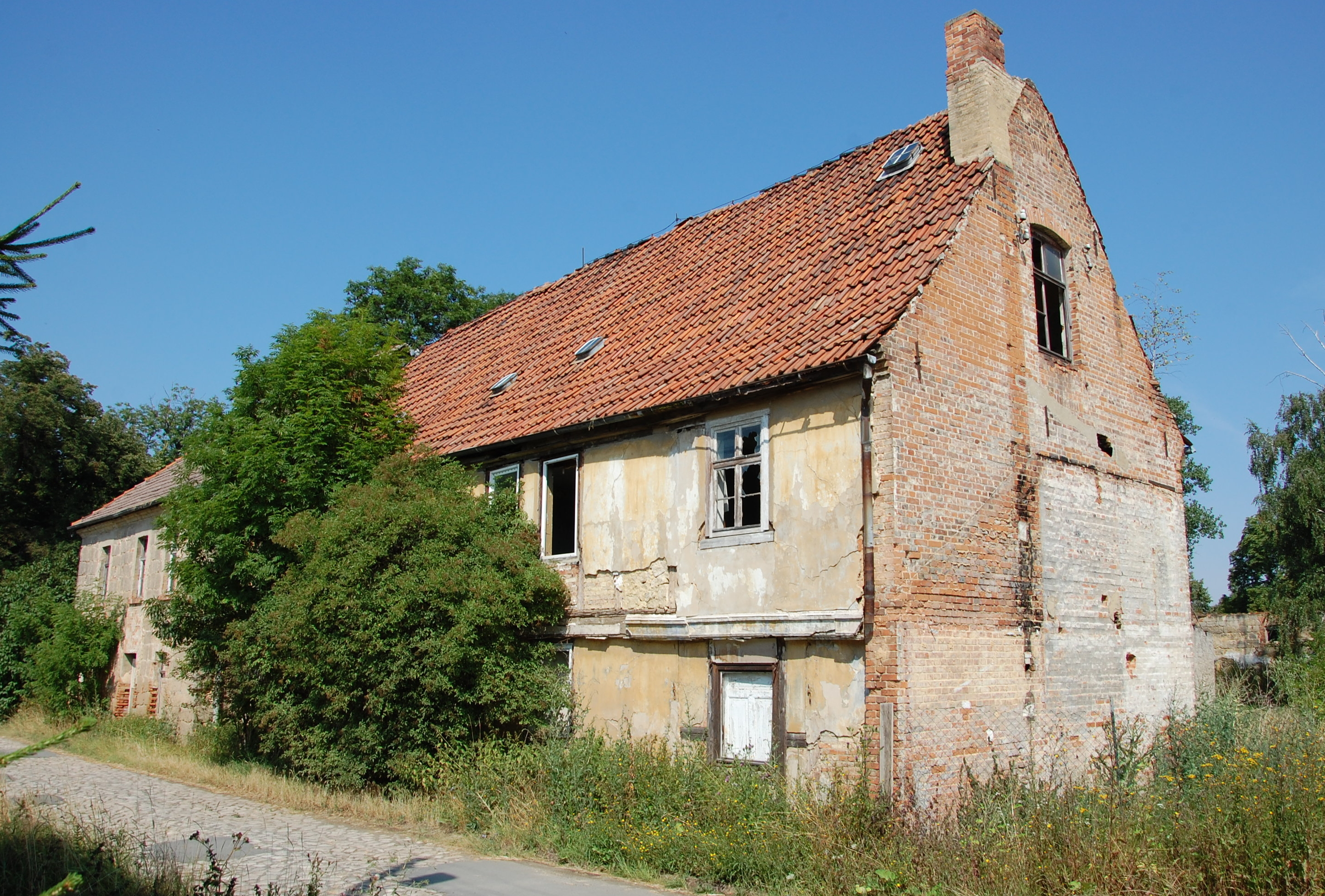
Blick von Südosten, Fachwerkanbau

Das Haus Münchenhof 5 war ein denkmalgeschütztes Gebäude im Ortsteil Münchenhof der Stadt Quedlinburg in Sachsen-Anhalt.

## Lage
Das im Quedlinburger Denkmalverzeichnis als Wohnhaus unter der Erfassungsnummer 094 46428 als Baudenkmal eingetragene Gebäude, befand sich am nördlichen Rand des nördlich von Quedlinburgs gelegenen Ortsteils Münchenhof.

## Architektur und Geschichte
Das Anwesen bestand aus einem aus Steinquadern errichteten Gebäude mit einem auf der Ostseite angefügten Fachwerkflügel. Das Gebäude ging in seinem Kern wohl bereits auf die Zeit des Mittelalters zurück. Hier befand sich ein Klosterhof des Klosters Sankt Michael am Harz der Zisterzienser. Nach der Säkularisation des Klosters wurde der Hof als Domäne betrieben. Im 18. Jahrhundert erfolgte ein Umbau.
Das Gebäude stand lange leer und war dringend sanierungsbedürftig. 2014 wurde es abgerissen, zumindest seit 2020 ist es als Denkmal gestrichen.